# Nazionale maschile under 19 di calcio della Slovacchia
La nazionale slovacca di calcio Under-19 è la rappresentativa calcistica Under-19 della Slovacchia ed è posta sotto l'egida della Federazione calcistica slovacca. La squadra partecipa ai campionati europei che si tengono a distanza di due anni.

## Piazzamenti agli Europei Under-19
- 2002: Terzo posto
- 2003: Fase Elite
- 2004: Fase Elite
- 2005: Fase Elite
- 2006: Fase Elite
- 2007: Fase Elite
- 2008: Fase Elite
- 2009: Fase Elite
- 2010: Fase Elite
- 2011: Fase Elite
- 2012: Turno di qualificazione
- 2013: Fase Elite
- 2014: Turno di qualificazione
- 2015: Fase Elite
- 2016: Fase Elite
- 2017: Fase Elite
- 2018: Fase Elite
- 2019: Turno di qualificazione
- 2020 - 2021: Tornei annullati
- 2022: Primo turno